# Anna F.
 (février 2024).
La mise en forme du texte ne suit pas les recommandations de Wikipédia : il faut le « wikifier ».
Les points d'amélioration suivants sont les cas les plus fréquents. Le détail des points à revoir est peut-être précisé sur la page de discussion.
- Les titres sont pré-formatés par le logiciel. Ils ne sont ni en capitales, ni en gras.
- Le texte ne doit pas être écrit en capitales (les noms de famille non plus), ni en gras, ni en italique, ni en « petit »…
- Le gras n'est utilisé que pour surligner le titre de l'article dans l'introduction, une seule fois.
- L'italique est rarement utilisé : mots en langue étrangère, titres d'œuvres, noms de bateaux, etc.
- Les citations ne sont pas en italique mais en corps de texte normal. Elles sont entourées par des guillemets français : « et ».
- Les listes à puces sont à éviter, des paragraphes rédigés étant largement préférés. Les tableaux sont à réserver à la présentation de données structurées (résultats, etc.).
- Les appels de note de bas de page (petits chiffres en exposant, introduits par l'outil «  Source ») sont à placer entre la fin de phrase et le point final[comme ça].
- Les liens internes (vers d'autres articles de Wikipédia) sont à choisir avec parcimonie. Créez des liens vers des articles approfondissant le sujet. Les termes génériques sans rapport avec le sujet sont à éviter, ainsi que les répétitions de liens vers un même terme.
- Les liens externes sont à placer uniquement dans une section « Liens externes », à la fin de l'article. Ces liens sont à choisir avec parcimonie suivant les règles définies. Si un lien sert de source à l'article, son insertion dans le texte est à faire par les notes de bas de page.
- La présentation des références doit suivre les conventions bibliographiques. Il est recommandé d'utiliser les modèles {{Ouvrage}}, {{Chapitre}}, {{Article}}, {{Lien web}} et/ou {{Bibliographie}}. Le mode d'édition visuel peut mettre en forme automatiquement les références.
- Insérer une infobox (cadre d'informations à droite) n'est pas obligatoire pour parachever la mise en page.

Pour une aide détaillée, merci de consulter Aide:Wikification.
Si vous pensez que ces points ont été résolus, vous pouvez retirer ce bandeau et améliorer la mise en forme d'un autre article.
 (février 2024).
Le contenu est difficilement compréhensible vu les erreurs de traduction, qui sont peut-être dues à l'utilisation d'un logiciel de traduction automatique.

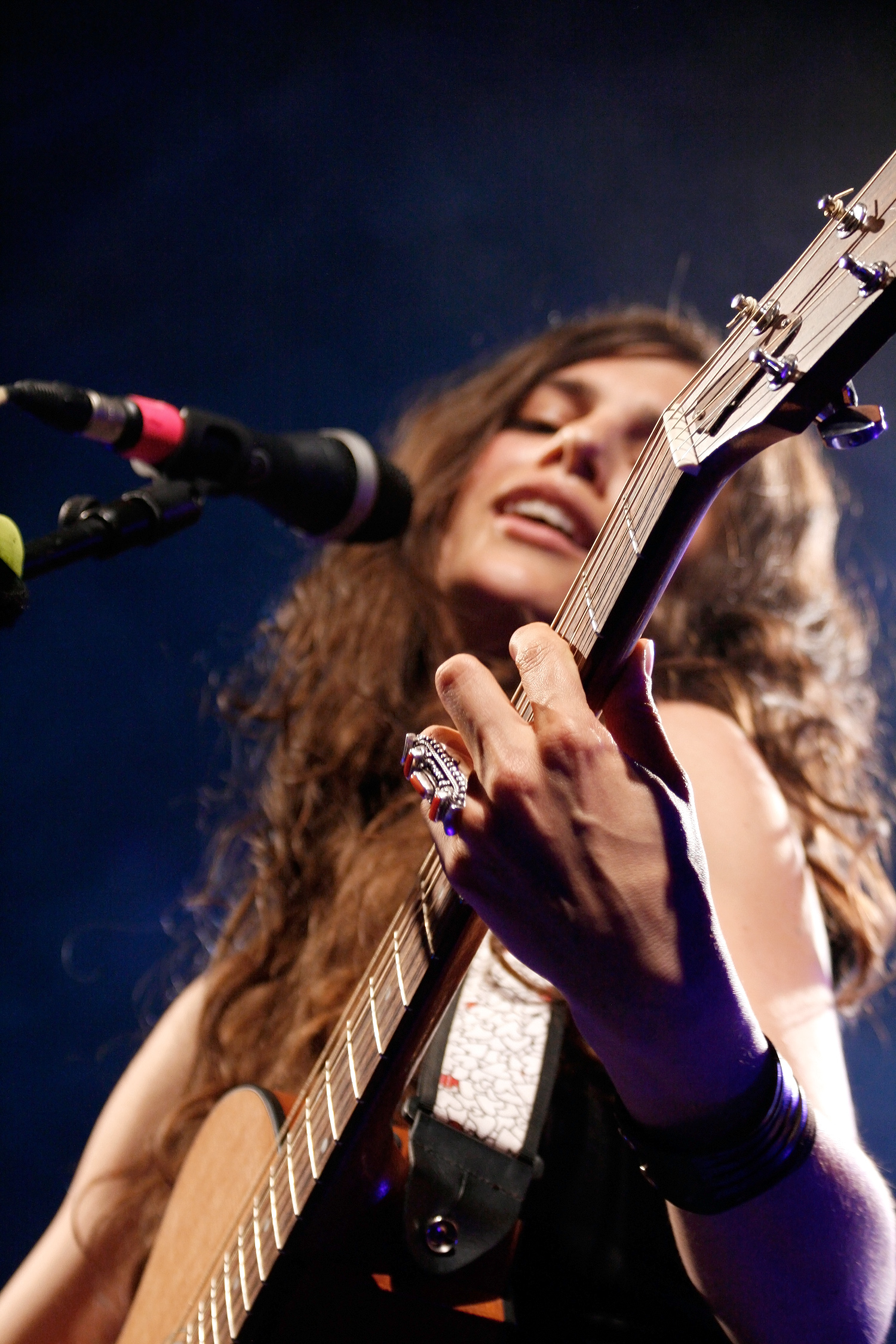
Anna F. (2010)

Anna F., née le 18 décembre 1985 à Friedberg en Autriche sous le nom Anna Wappel,, est une auteure-compositrice-interprète autrichienne dans le domaine du pop-rock, du folk et parfois aussi avec des échos de la musique électronique. Elle travaille également comme actrice.

## Carrière
Ayant grandi à Friedberg en Styrie, elle a commencé à chanter dès son enfance. Ses premières influences furent les disques de ses parents, entre autres Reinhard Mey, Bob Dylan et Joan Baez, puis la musique rock de Led Zeppelin (Jimmy Page était également un morceau de son premier album), Alanis Morissette et Melissa Etheridge. Elle a travaillé le week-end au département des sports de la chaîne de télévision ATV à Vienne.
En 2005, lors d'un concert du groupe Café Drechsler, elle rencontre le batteur et producteur de musique Alex Deutsch qui, selon elle, lui a donné « la force et le courage » pour poursuivre ses intérêts musicaux. Dans les années suivantes, il devient son plus proche conseiller, batteur de son groupe et producteur de son premier album.Sur l'album Cafe Drechsler Is Back (2008), elle a pu être entendue en tant que chanteuse dans la pièce Get the Ball Rolling (feat. Hans K et Anna F).

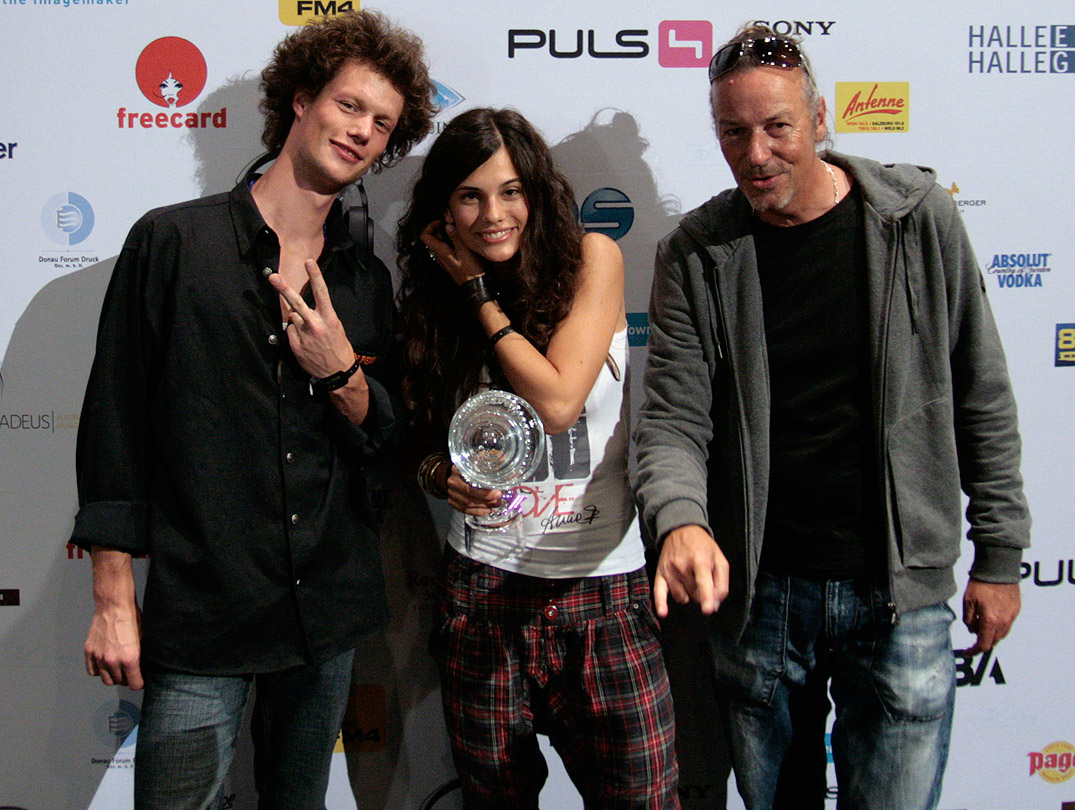
Anna F. avec le bassiste Rafael D. Wiener et Alex Deutsch, Amadeus Awards 2009

Elle s'est fait connaître début 2009 grâce à sa chanson Time Stands Still, qu'elle a enregistrée avec Deutsch et Teddy Kampel à New York et mise en ligne sur sa page Myspace, qui a été utilisée comme musique pour une publicité télévisée pour le groupe bancaire Raiffeisen, dans laquelle elle est également apparue. La chanson a ensuite été diffusée sur les stations de radio autrichiennes, a été publiée en téléchargement et a atteint la 38e place des charts autrichiens. À l'été 2009, elle a été vue avec le groupe en première partie de la tournée européenne de Lenny Kravitz et s'est produite, entre autres, lors du gala en l'honneur des athlètes autrichiens de l'année. Aux Amadeus Austrian Music Awards 2009, elle a remporté le prix dans la catégorie « Pop ». Cela a également attiré l'attention des médias parce qu'elle n'avait jusqu'à présent sorti qu'une seule chanson et aussi parce que dans son discours de remerciement, elle a remercié ses sponsors pour l'indépendance que cette collaboration lui a donnée. Interrogée à ce sujet, elle explique que cette forme de financement la rend indépendante des labels de musique et de leur influence sur la production. Elle a ainsi pu couvrir le temps de studio pour son album avec les revenus des publicités bancaires.

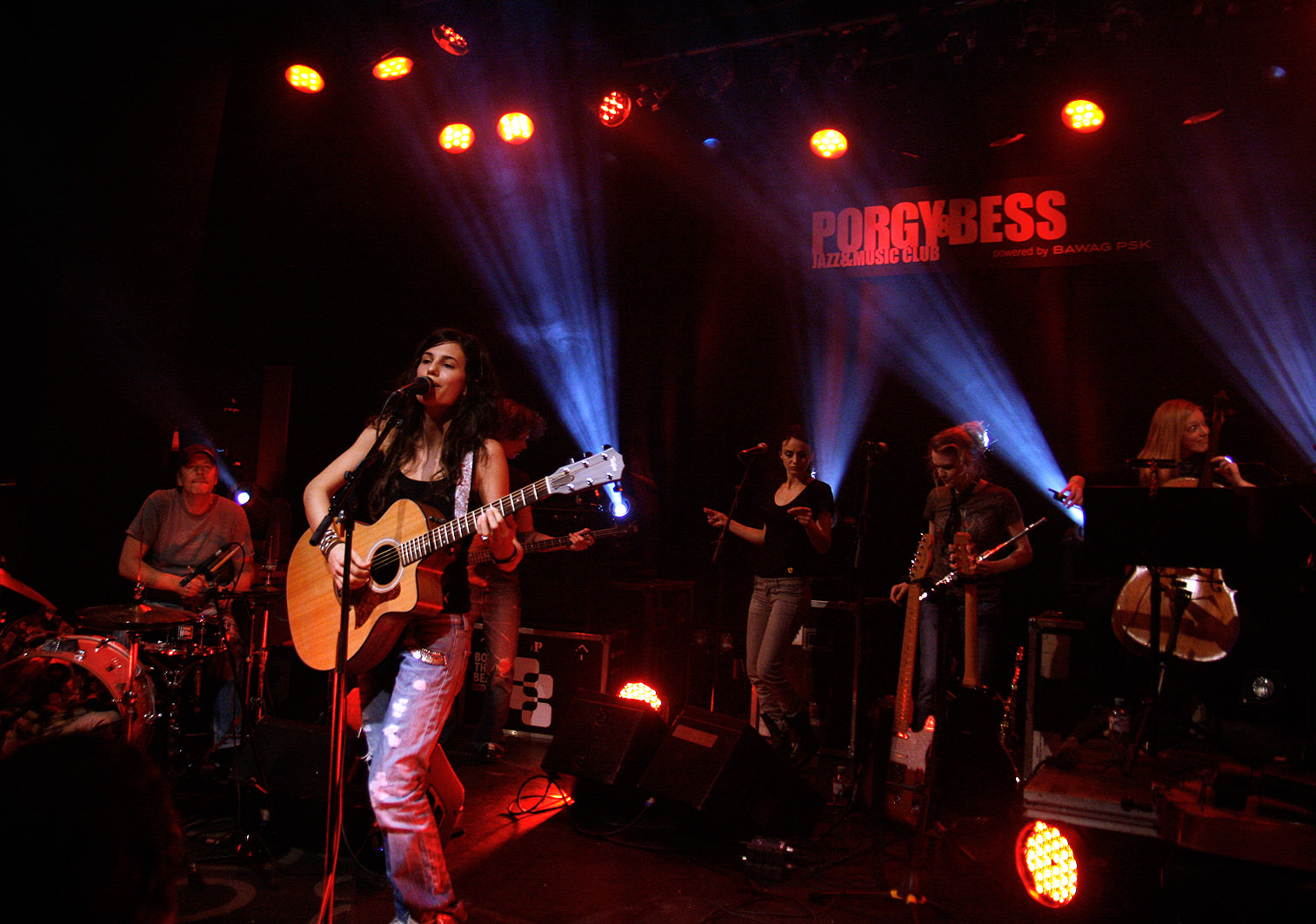
Anna F. (Porgy & Bess 2010)

Après le single most of all, sorti sur CD et utilisé dans la publicité du Raiffeisen Club, Anna F. a sorti son premier album ... pour de vrai le 5 février 2010 sur le label moerdermusic fondé par Deutsch. L'album atteint la troisième place des charts autrichiens et reçoit un disque d'or en avril. Aux Amadeus Awards 2010, elle a remporté le prix dans les catégories « Pop/Rock » et « Album de l'année ». La présentation de l'album au Porgy & Bess à Vienne a été suivie d'une tournée à travers l'Autriche, comprenant une apparition au Donauinselfest, l'album Live from the Mushroom et en 2011 une tournée dans plusieurs villes d'Allemagne.
Début 2011, elle apparaît pour la première fois devant la caméra en tant qu'actrice dans le long métrage Invasion de Dito Tsintsadze. Le film a été présenté en première le 30 juin 2012 au Festival du film de Munich. À l'automne 2011, elle fait partie des quatre jeunes artistes qui parcourent les États-Unis sur les traces du roman Sur la route de Jack Kerouac pour une production télé de la chaîne ARTE. Le film en plusieurs parties (réalisé par Hannes Rossacher et Simon Witter) a été diffusé pour la première fois le 29 septembre 2012.
En 2012, elle s'installe à Berlin - Prenzlauer Berg. Elle fait des séjours à Los Angeles, New York et Londres, dont elle a parlé dans un journal vidéo et où elle a travaillé sur ses nouvelles chansons avec Julie Frost, Rick Nowels et Ian Dench, entre autres. Philipp Steinke est également le producteur de leur nouvel album. Anna F. est sous contrat avec Polydor/Island (Universal Music) depuis 2013. En août 2013, elle a sorti DNA comme première chanson du prochain album, d'abord sous forme de clip vidéo, puis sous forme d'EP début septembre. Le 19 décembre 2013, elle présente sa chanson Too Far en live lors du dernier Lateline de Jan Böhmermann. Son nouvel album King in the Mirror est sorti fin février 2014, avec lequel elle accompagne James Blunt en tournée en Allemagne, Autriche, Suisse et Italie en mars. Elle a alors pu se placer dans le top 20 des charts italiens avec DNA.
En préparation du Concours Eurovision de la chanson 2015 en Autriche, elle et Alex Deutsch faisaient partie de l'équipe constituée par l'ORF qui recherchait des candidats pour la participation autrichienne,. Outre Nazar et The BossHoss, elle est également coach pour les musiciens lors de la sélection des participants à plusieurs émissions de télévision début 2015. En 2016, elle est de nouveau devant la caméra pour un long métrage. L'Homme de glace , une histoire inspirée de la momie des glaciers « Ötzi », a été présentée pour la première fois lors du Festival de Locarno 2017.

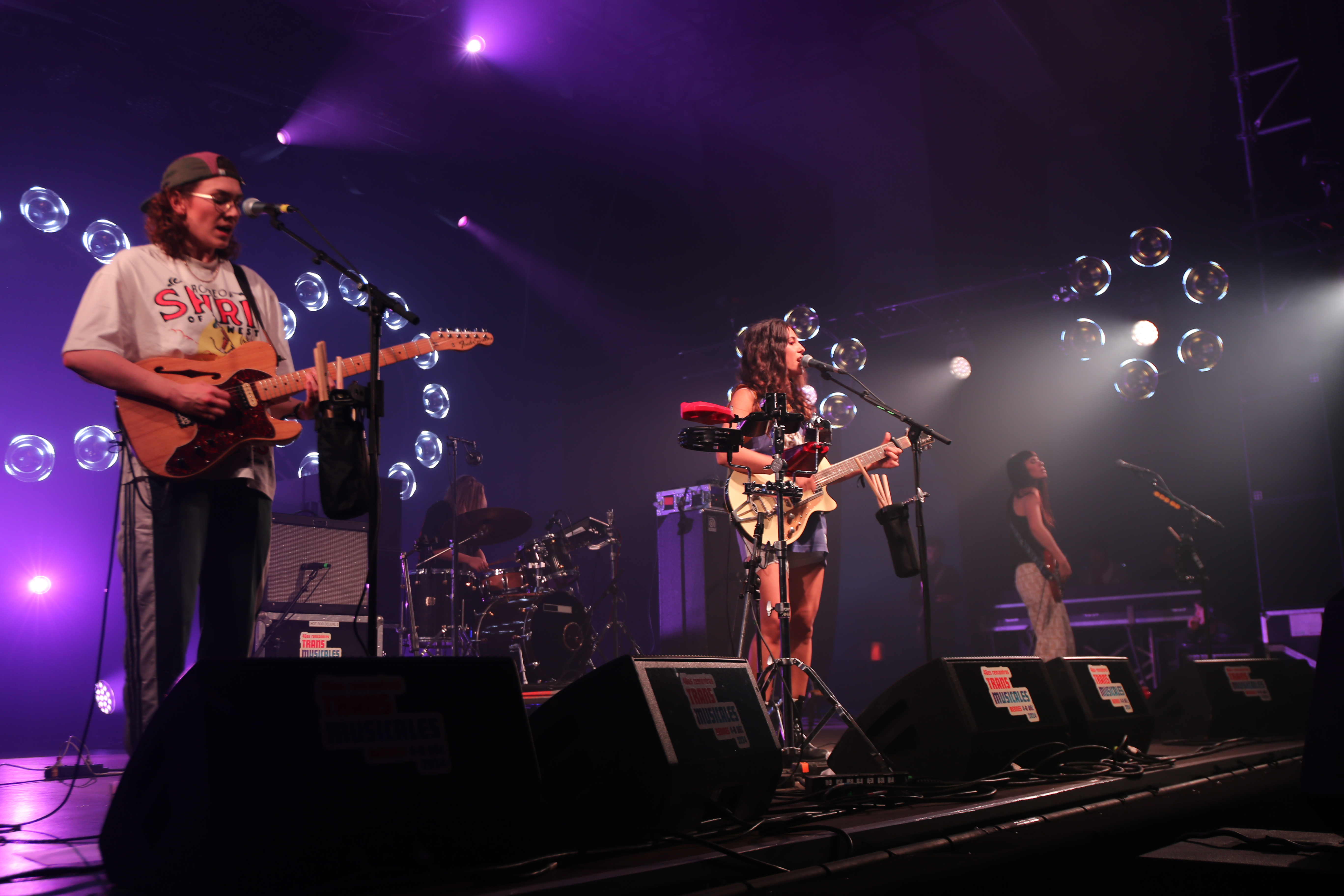
Anna F. avec le groupe Friedberg, aux Trans Musicales 2024

Au cours de l'année 2018, le groupe Friedberg s'est formé avec Anna F(riedberg) comme chanteuse. Le premier single, Boom, est sorti le 8 février 2019 sur le nouveau label friedbergmusic, également nommé d'après sa ville natale.
 

## Discographie
Albums
- 2009 : For Real (musique meurtrière)
- 2010 : Live from the Mushroom (musique moerder)
- 2014 : King in the Mirror (musique de meurtre)

EP
- 2013 : ADN (musique meurtrière)
- 2021 : Friedberg : Ouais ouais ouais ouais ouais ouais ouais ouais (artistes du marathon)

Singles
- 2009 : Le temps s'arrête (südpolmusic)
- 2009 : La plupart de tous (Morder Music)
- 2010 : Je ne t'aime pas (musique plus moerder)
- 2014 : Trop loin
- 2015 : Friedberg
- 2019 : Friedberg : Boum (Enregistrements LGM)
- 2019 : Friedberg : Go Wild (Enregistrements LGM)

## Filmographie
- 2012 : Invasion
- 2012 : Sur la route de Jack (documentaire)
- 2017 : Iceman
- 2018 : Jerks (saison 2, épisode 5 : Tibet)

## Prix
- 2009 : Amadeus, récompensé dans la catégorie « Pop »
- 2010 : Disque d'or pour 10 000 albums vendus («… pour de vrai»)
- 2010 : Amadeus, récompensé dans les catégories « Pop/Rock » et « Album de l'année »
- 2014 : Amadeus, récompensé dans la catégorie « Chanson de l'année » (ADN)
- 2015 : Record d'or en Italie pour 25 000 singles vendus (ADN)